# Абрикосов, Григорий Андреевич
Григо́рий Андре́евич Абрико́сов (30 августа 1932, Москва, СССР — 13 апреля 1993, там же, Россия) — советский актёр театра и кино, народный артист РСФСР (1984).

## Биография
Сын актёра Андрея Абрикосова. Учился в одном классе с Михаилом Самуиловичем Агурским. 
В 1954 году окончил Щукинское театральное училище (художественный руководитель — А. А. Орочко). В 1953—1954 — артист театра имени Вл. Маяковского. В 1954—1993 — один из ведущих актёров театра им. Евг. Вахтангова, где играл вместе с отцом. На этой сцене он проработал до конца своих дней.
Много снимался в кино. Исполнитель роли пана атамана Грициана Таврического из кинокомедии «Свадьба в Малиновке», в которой снимался вместе со своим отцом, Андреем Абрикосовым, игравшим отца Грициана.
Умер 13 апреля 1993 года на 61-м году жизни в Москве. Похоронен на Новодевичьем кладбище рядом с родителями. Очень скоро вместе с ним была похоронена его жена, театральная актриса Марина Михайловна Кузнецова (1925—1996).

## Творчество

### Роли в театре
- 1956 — «Фома Гордеев» М. Горького. Режиссёр: Р. Н. Симонов — Фома Гордеев
- 1957 — «Город на заре» А. Н. Арбузова и Арбузовской студии. Режиссёр: Е. Р. Симонов — участник хора
- 1960 — «Иркутская история» А. Арбузова. Режиссёр: Евгений Симонов — Сердюк
- 1960 — «Двенадцатый час» А.Арбузова— Безенчук
- 1961 — «Стряпуха замужем» А.Софронова— Серафим Чайка
- 1962 — «Живой труп» Л. Н. Толстого — Михаил Афремов
- 1965 — «Дион» Л. Зорина. Режиссёр: Р. Н. Симонов — Сервилий
- 1965 — «Приключения Гекльберри Финна» — Джим
- 1966 — «Конармия» по рассказам Исаака Бабеля. Режиссёр: Рубен Симонов — Никита Балмашов (спектакль был записан для ТВ в 1975)
- 1967 — «Правда и кривда» —Кисель
- 1969 — «Мещанин во дворянстве». Режиссёр: В. Шлезингер — учитель музыки (спектакль записан для ТВ в 1977 году ).
- 1975 — «Господа Глембаи» М. Крлежи. Режиссёр: М. Белович — старик Игнат (спектакль был записан для ТВ в 1979 году)
- 1975 — «Фронт» А.Корнейчука — Колос
- 1976 — «Ричард III» Шекспира— Лорд Хестингс
- 1978 — «Старинные русские водевили» — Лев Гурыч Синичкин; (водевиль «Дайте мне старуху!» В. Савинова)
- 1979 — «Великая магия» Эдуардо Де Филиппо. Режиссёр: Мирослав Белович — Артуро Реккиа
- 24 января 1983 — «Будьте здоровы!» Пьера Шено. Режиссёр: В. Шлезингер — профессор Гарон (спектакль был записан для ТВ)
- 1983 — «Потоп» Х. Бергера. Режиссёр: Евгений Симонов — Стреттон
- 1988 — «Дело» А.Сухово-Кобылина — Варравин

### Фильмография
- 1956 — Много шума из ничего
- 1956 — Сердце бьётся вновь… — молодой врач Дин-Мамедов
- 1956 — Человек родился — шофёр Страшнов
- 1956 — На подмостках сцены — гусар князь Казачинский
- 1957 — Борец и клоун — мистер Фиш
- 1960 — Сердца должны гореть — Юрьев
- 1967 — Курьер Кремля — сенатор
- 1967 — Свадьба в Малиновке — атаман Грициан Таврический
- 1968 — Судьба играет человеком — Кактус
- 1969 — Оперативная командировка — Котовский
- 1971 — Тысяча душ — исправник
- 1973 — Таланты и поклонники — трагик Громилов
- 1973 — Иркутская история — Сердюк Степан Егорович
- 1973 — Великие голодранцы — Комаров
- 1977 — Конармия — Никита Балмашов
- 1977 — Любовь Яровая — Кутов
- 1978 — Маршал революции — Каменев
- 1978 — Вечер старинных русских водевилей[3] — Лев Гурыч Синичкин ([источник не указан 4579 дней]).
- 1978 — Месяц длинных дней — Сергей Михайлович
- 1978 — Особых примет нет — провокатор Азеф
- 1980 — Великая магия — Артуро Реккиа
- 1980 — Дом у кольцевой дороги — Федотов
- 1980 — Копилка — Колладан
- 1981 — Леший

М 1981 — Линия жизни
- 1982 — Надежда и опора — Кинола
- 1982 — Ричард III — лорд Хестингс
- 1982 — Тропинины
- 1983 — «Сирано де Бержерак» — капитан Карбон, командир отряда гвардейцев-гасконцев
- 1984 — Особое подразделение — Буренин
- 1984 — Тепло студенческой земли — Глыбчак
- 1985 — Будьте здоровы! — профессор Мишель Гарон
- 1986 — Певучая Россия — Анатолий Дуров
- 1986 — Проделки в старинном духе

## Признание и награды
- Заслуженный артист РСФСР (1968)
- Народный артист РСФСР (1984)